# Represa do vale de Najrã
A represa do vale de Najrã é uma represa em arco no vale de Najrã, na região de Najrã, na Arábia Saudita. Serve ao controle de cheias e irrigação da região circundante. Custou milhões de riais para ser erigida e foi inaugurada pelo príncipe herdeiro da Arábia Saudita Naife ibne Abdalazize Saúde em 1982. É de propriedade do Ministério da Água e Energia. Com 260 metros de comprimento e 60 de altura, tem capacidade de armazenamento de 86 milhões de metros cúbicos. Seu arco tem 140 metros de raio, enquanto que suas paredes têm 9,5 metros de largura.